# Plaza de los Héroes (Rancagua)
La Plaza de los Héroes de Rancagua es la plaza más importante de esta ciudad; fue en este lugar donde se fundó la Villa Santa Cruz de Triana y donde ocurrió la Batalla de Rancagua. Característico de esta plaza es que la cruzan dos calles, formando la "Santa Cruz", nombre fundacional de Rancagua; cada calle apunta hacia los cuatro puntos cardinales (Calle Estado Norte y Sur, Germán Riesco Este y Paseo Independencia Oeste). De la cruz, la única esquina que se conserva como originalmente se dispuso es la esquina sureste.

## Historia

### Fundación de Rancagua
Debido a la necesidad de establecer aldeas entre Santiago y Concepción, se estableció un Código de Instrucciones que acompañó a la Cédula Real de 1703, refiriéndose a cómo organizar una villa nueva. En uno de sus puntos importantes se destaca: «(Habrá una plaza y) en uno de los costados de ésta, se cerrará una cuadra en área para casa del Ayuntamiento, de Corregidor i Cárcel i lo restante para propios de la villa».
Rigiéndose por dichos cánones, el 5 de octubre de 1743 el Gobernador del Reino de Chile, José Antonio Manso de Velasco, fundó la Villa Santa Cruz de Triana, según el plan hipodámico (o damero), que consiste en un plano similar a un tablero de ajedrez; 8 cuadras por 8 cuadras. Cada cuadra se dividía en 4 partes, denominadas solares. En la convergencia de las 4 cuadras centrales, es decir en los 4 solares centrales, se construyó la Plaza, destacándose por ser prácticamente única en el país, ya que sus calles la atraviesan por el centro dando forma a una cruz.

### sigloXIX

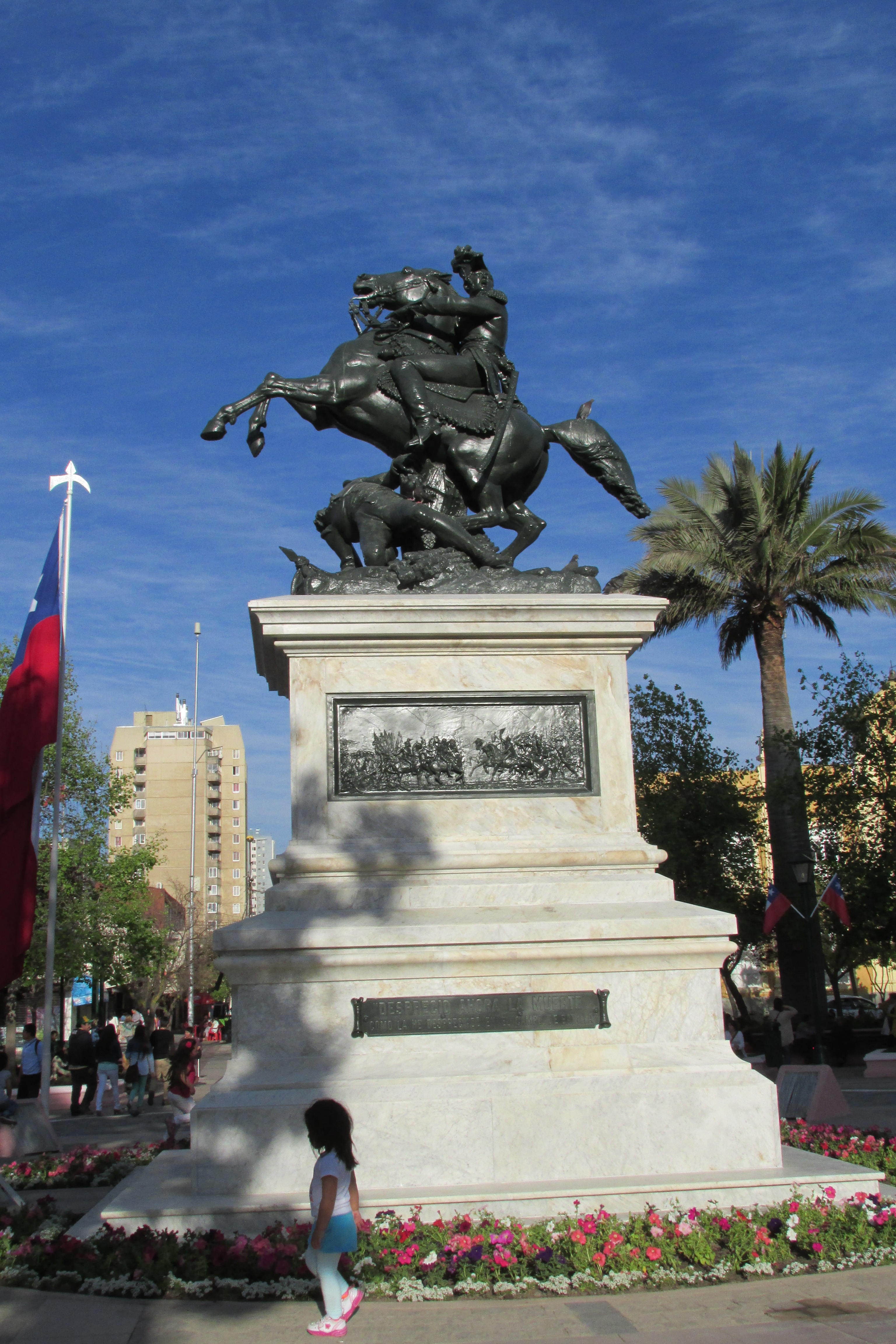
Monumento a O'Higgins.

Los días 1 y 2 de octubre de 1814, se desarrolló en la Plaza de Los Héroes la Batalla de Rancagua.
Luego de la destrucción ocasionada por dicho enfrentamiento, y como parte también del avance arquitectónico y poblano de la aldea, la Plaza sufrió a lo largo del siglo 19 una serie de modificaciones.
En 1837 se anuncia una recova en el costado NE de la plaza, que sería concretada finalmente en 1861. También se construyó una sala de teatro en 1854.
Para 1861 se plantaron diversos árboles en la plaza, hermoseamiento que continuaría 5 años más tarde con la construcción de jardines en la plaza, además de la instalación de una reja metálica que rodea el centro de la plaza, la apertura de acequias para regadío, la instalación de bancas, y el empedrado parcial de la plaza.
En 1868 se pone una fuente de mármol en el centro de plaza, que en un comienzo se alimentaba con agua de acequia usada para regadío. Más adelante se abastecerá con una acequia que viene directamente desde el río Cachapoal hasta estanques de decantación, para llegar después a la plaza. Allí surtía 2 pilones para uso público puestos en la plaza y en la cárcel.
En 1889 se construye el edificio de la Intendencia (lo que es actualmente el edificio de la Gobernación de la Provincia de Cachapoal, ubicado a un costado de calle Germán Riesco). Como dato curioso, en 1894 se ajustició en la plaza a un asaltante.

### Siglos 20-21

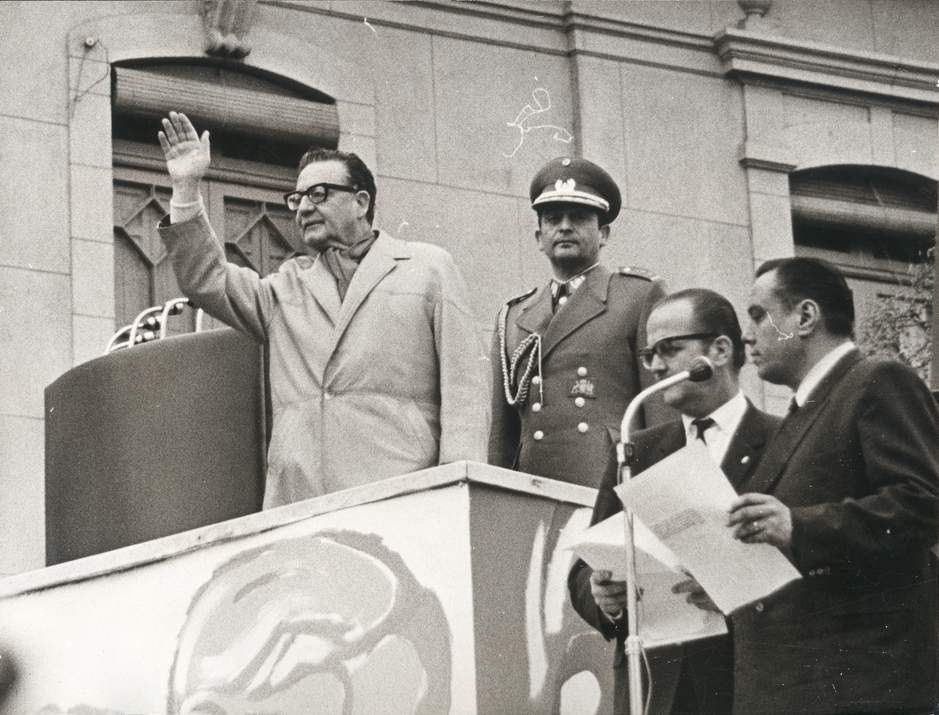
El presidente Salvador Allende da un discurso en la plaza por la nacionalización del cobre, el 11 de julio de 1971.

Los pilones de agua que abastecían al público en la plaza fueron retirados en 1912, instalándose en 1914 el actual monumento a Bernardo O'Higgins, que conmemora el centenario la Batalla de Rancagua. La pila fue trasladada a la Alameda,a la altura del Hospital Regional y posteriormente fue destruida por vandalismo. En 1921 la plaza es empedrada con adoquines.
En 1942, con motivo del centenario del fallecimiento de Bernardo O'Higgins, el Senado de Chile dona  a la plaza un laurel metálico conmemorativo. Este laurel está adosado a la estatua en el costado norte de la misma.
El 11 de julio de 1971 el presidente Salvador Allende Gossens, realizó en la Plaza de los Héroes de Rancagua, un discurso luego de la aprobación por el Congreso Nacional del proyecto de reforma constitucional que nacionalizó la gran minería del cobre. El acto contó con la presencia de diversas autoridades y personalidades, como el cardenal Raúl Silva Henríquez, y de los trabajadores de la mina El Teniente.
En la ocasión, Allende hizo referencia a la Batalla de Rancagua, que se desarrolló en la misma plaza:

Hoy es el día de la dignidad nacional y de la solidaridad. Es el día de la dignidad, porque Chile rompe con el pasado; se yergue con fe de futuro y empieza el camino definitivo de su independencia económica, que significa su plena independencia política. Por eso, nada más significativo el que haya escogido para hablarle a la patria como Presidente de ella, Rancagua, la Plaza de los Héroes. Aquí se sienten el ayer y el pasado, el heroísmo de los que lucharon y sacrificaron sus vidas para darnos sentido y contenido de pueblo. Aquí esta presente la imagen de O'Higgins y aquí podemos decirle al padre de la patria que somos sus legítimos herederos, y que fue el pueblo el que ganó esta batalla de la independencia y la dignidad nacional.
Salvador Allende, 11 de julio de 1971.

La plaza fue remodelada completamente durante la gestión del alcalde Pedro Hernández Garrido, transformándose completamente en peatonal. Durante los trabajos se descubrieron en el costado norte de la plaza, uno de los canales que en tiempo de la Colonia, transportaba agua para regadío y limpieza de las calles centrales. La peatonización del eje patrimonial se complementaría en 2006 con el Paseo del Estado.
En el contexto de la celebración del bicentenario de la Batalla, en 2014 se realizan obras de restauración y limpieza a la Estatua de O'Higgins.

## Entorno

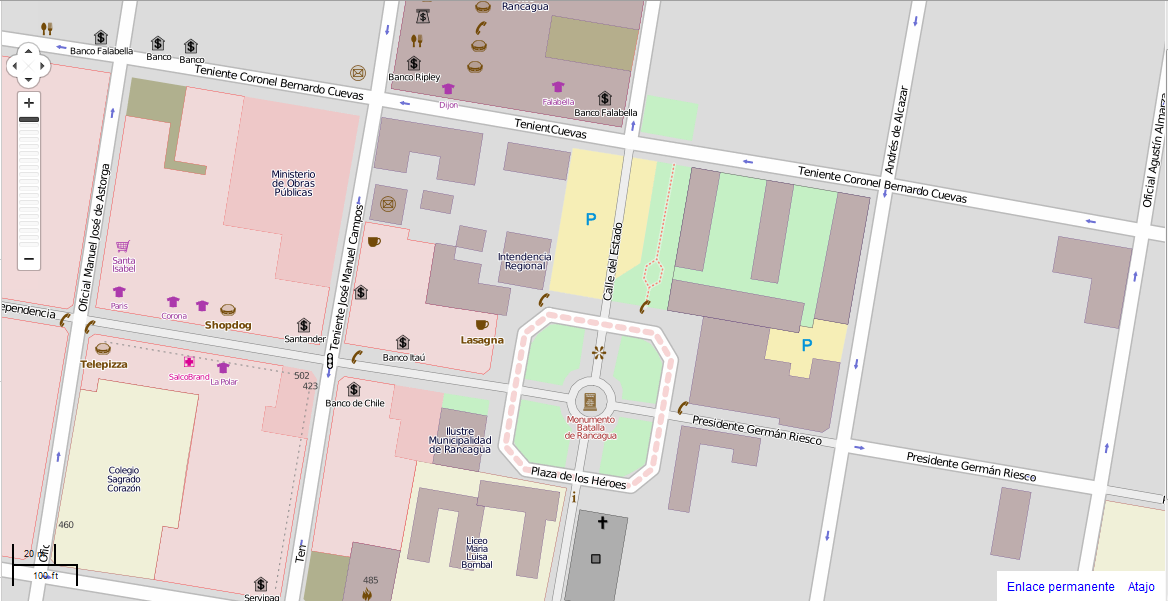
Plano de la Plaza de los Héroes y su entorno.

La plaza está rodeada por importantes edificios como la Catedral, la Delegación Presidencial Regional de O'Higgins, la ex Gobernación de Cachapoal y la sede central de la Ilustre Municipalidad de Rancagua. A una cuadra está la Iglesia de La Merced, a un costado del Mall Open, y de los paseos peatonales Independencia y Estado.